# Nat Gonella
Nat Gonella (7 de marzo de 1908 – 6 de agosto de 1998) fue un trompetista de jazz, director de orquesta, vocalista y melofonista inglés, fundador de la big band The Georgians.

## Biografía

### Inicios
Su nombre completo era Nathaniel Charles Gonella, y nació en Islington, Londres (Inglaterra). Cursó estudios en la St Mary's Guardian School, una institución para niños desfavorecidos en la cual empezó a tocar la corneta.
Tras un corto período como aprendiz de un peletero, inició su carrera profesional en 1924 cuando ingresó en la Busby Boy's Band de Archie Pitt. En sus cuatro años en la banda descubrió la música de Louis Armstrong y el jazz dixieland. A partir de 1928, Gonella pasó un año en la Louisville Band de Bob Bryden antes de trabajar con Archie Alexander y Billy Cotton. La banda de Cotton le permitió grabar sus primeros solos y explorar el scat.

### Años 1930

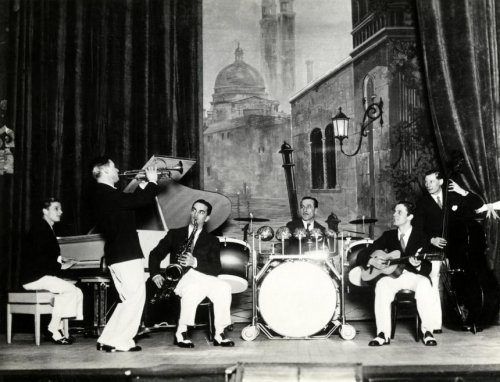
Nat Gonella & the New Georgians

Tocó brevemente con Roy Fox en 1931, y siguió con su banda cuando Lew Stone, antiguo pianista de Fox, lideró la misma al siguiente año. Con la banda de Stone se ganó su reputación. Cuando Louis Armstrong visitó Londres en 1932, Gonella pudo ponerse en contacto con él, iniciándose una relación de amistad entre ellos.
En 1933 Gonella publicó Modern Style Trumpet Playing – A Comprehensive Course. También actuó con Lew Stone y Al Bowlly en las películas Bitter Sweet y The King's Cup.
Su reputación creció, y formó el grupo The Georgians en 1935. La banda tomó su nombre por una versión popular de la canción "Georgia on My Mind", que grabó Lew Stone en 1932, y que fue la música de referencia del trompetista. 

### Años 1940 y 1950

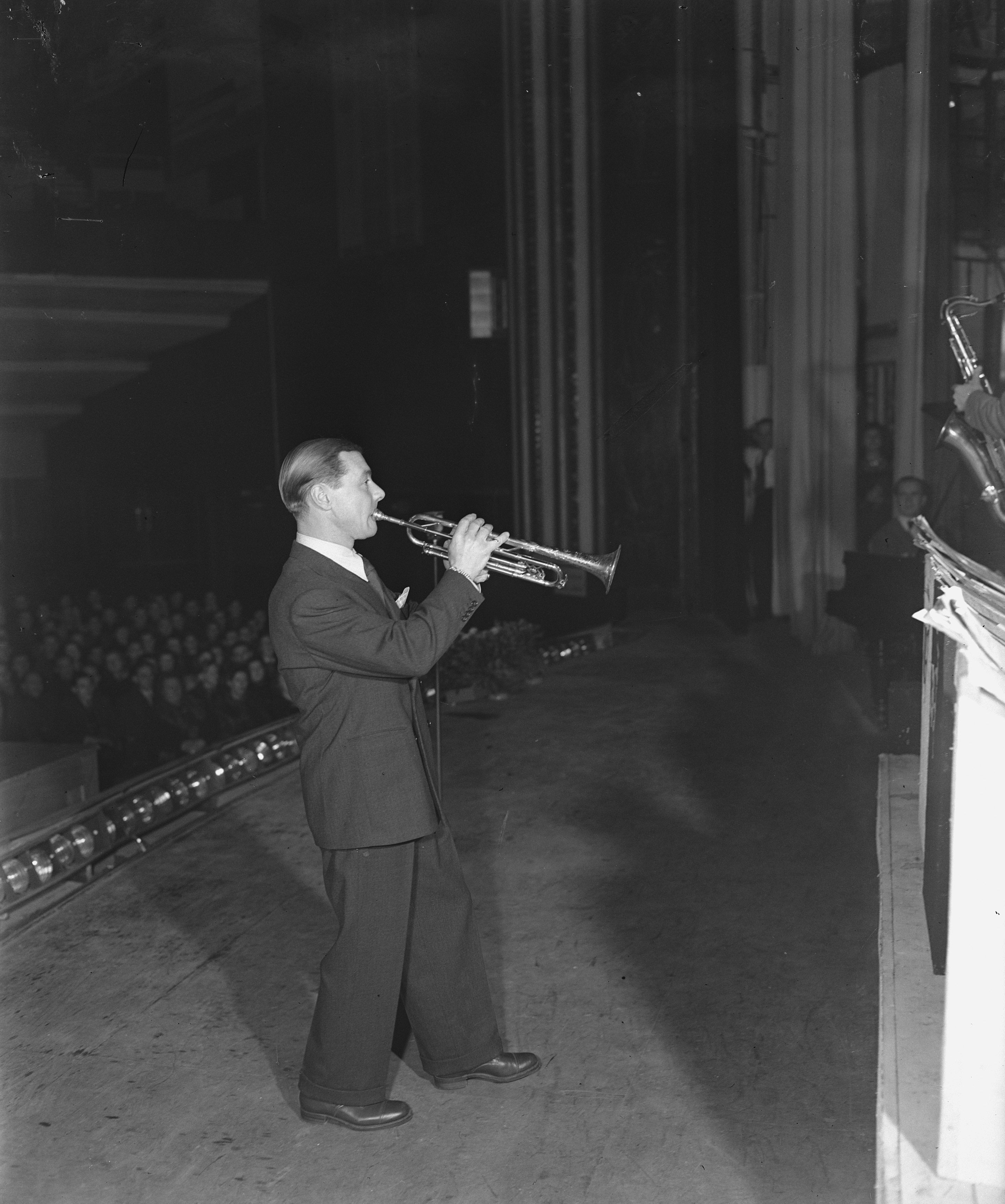
Nat Gonella en 1946

Ingresó en el ejército en 1941, y fue reclutado para la campaña Stars in Battledress, viajando por campamentos aliados en Europa y norte de África. 
Finalizada la Segunda Guerra Mundial reformó su banda, pero el clima económico y musical cambiaba rápidamente en la época. Flirteó brevemente con el bebop, reconociendo que no se adaptaba al mismo, por lo que volvió a los espectáculos de variedades en los años 1950, viajando con el humorista Max Miller.

### Años 1960 y 1970
El retorno del jazz tradicional a finales de los años 1950 le permitió reformar su banda Georgians en 1960. En febrero de 1960 actuó en el show televisivo británico This Is Your Life, una actuación que inspiró un álbum, The Nat Gonella Story. También actuó en el programa radiofónico de la BBC Desert Island Discs en agosto de 1966.
Todos estos eventos reflotaron a Gonella, al menos hasta la llegada de The Beatles, que produjo un freno en la trayectoria de la música jazz. Se mudó a Lancashire en 1962, y viajó en gira con regularidad hasta su retiro el 7 de marzo de 1973, día en que cumplió los 65 años.

### Últimos años
Ese retiro no duró mucho. El baterista Ted Easton le convenció para tocar en su club en Países Bajos a mediados de los años 1970, grabando una canción que él había tocado con Roy Fox en 1931, "Oh, Monah", y que fue un gran éxito en Países Bajos.
Tras mudarse Gosport, Hampshire, en 1977, siguió cantando en pubs locales y en el Gosport Jazz Club.
Nat Gonella falleció en Gosport, en el Hospital War Memorial, el 6 de agosto de 1998, a los 90 años de edad.